# عبيد الجابري
عبيد بن عبد الله الجابري (1357 هـ - 1444 هـ) داعية إسلامي من علماء السلفية المعاصرين.

## نشأته ودراسته
هو عبيد بن عبد الله بن سليمان الحمداني الجابري العمري الحربي وبنو جابر من بني عمرو احدى قبائل حرب في الحجاز ، ولد عام 1357 هـ في بلدة الفقير التابعه ل محافظة  وادي الفرع بمنطقة المدينة المنورة.
ثم انتقل مع والده إلى مهد الذهب في عام 1365 هـ، وهناك تلقى مراحل التعليم الأولى.
ثم استقر بالمدينة عام 1376 هـ، ولظروف عائلية انقطع عن الدّراسة لفترة من الزّمن، ثمّ استأنف الدّراسة في سنة 1381 هـ في دار الحديث المدنية، ثم التحق بالمعهد العلمي وبقي فيه خمسة سنوات، والمعهد كان تابعًا للإدارة الكليات والمعاهد وتزوج بعد تخرجه قبل التحاقه بالجامعة، ثم التحق بكلية الشّريعة في الجامعة الإسلامية في سنة 1388 هـ، وتخرّج منها عام 1392 هـ بتقدير امتياز مع مرتبة الشرف الأولى. أكمل دراسة الماجستير في التفسير أثناء تدريسه بالجامعة الإسلامية بالمدينة المنورة من آخر عام 1407 هـ إلى 1414 هـ. 
توفي يوم الثلاثاء 28 ربيع الآخر 1444 هـ الموافق 22 نوفمبر 2022 م.

## مشايخه[1]

### في دار الحديث
1. سيف الرّحمن بن أحمد.
2. عمّار بن عبد الله.

### في المعهد العلمي
1. عبد الله بن عبد العزيز الخضيري.
2. عودة بن طلق الأحمدي.
3. دخيل الله بن خليفة الخليطي.
4. عبد الرحمن بن عبد الله العجلان.
5. محمّد بن عبد الله العجلان.
6. حميد الحازمي، درس عنده النحو.

### في الجامعة الإسلاميّة
1. حمّاد بن محمّد الأنصاري.
2. عبد المحسن العبّاد.

## أعماله[1]
1. إمام لمسجد السبت بالمدينة المنورة من عام 1387 هـ إلى عام 1392 هـ.
2. مدرس في متوسطة عمر بن عبد العزيز بجدة من عام 1392 هـ إلى عام 1396 هـ.
3. داعية في مركز الدّعوة و الإرشاد بالمدينة المنورة مع مساعدة مدير المركز في حضوره والنّيابة عنه في غيابه من آخر عام 1396 هـ إلى عام 1404 هـ.
4. مدرس في الجامعة الإسلامية بالمدينة المنورة من آخر عام 1407 هـ إلى 1414 هـ.
5. عمل بمركز خدمة المجتمع التابع للجامعة الإسلامية، حتى تقاعد الشيخ في عام 1417 هـ.
6. قام بدورات عدة في أماكن متفرقة.

## مؤلفاته[1]
1. إتحاف العقول بشرح الثلاثة الأصول.
2. الطيب الجني على شرح السنة للإمام المزني.
3. إمداد القاري بشرح كتاب التفسير من صحيح البخاري.
4. إمداد صادق الأماني بشرح مقدمة ابن أبي زيد القيرواني.
5. تبصير الخلف بشرح التحف في مذهب السلف.
6. تنبيه ذوي العقول السليمة إلى فوائد مستنبطة من الستة الأصول العظيمة .
7. تنوير المبتدي بشرح منظومة القواعد الفقهية لابن سعدي.
8. تيسير الإله بشرح أدلة شروط لا إله إلاّ الله.
9. جناية التميع على المنهج السلفي.
10. شرح منتقى ابن الجارود (مخطوط).
11. فتح القدوس السلام بشرح نواقض الإسلام.
12. قطع اللجاجة بشرح المقدمة من سنن الإمام ابن ماجه.
13. مجموعة الرسائل الجابرية في مسائل علمية وفق الكتاب والسنة النبوية.

## قالوا فيه[1]
1. قال ربيع بن هادي المدخلي رئيس قسم السنة بالجامعة الإسلامية سابقا: «الشيخ عبيد من أفاضل العلماء السلفيين المعروفين بالورع والزهد والقول بالحق».
2. قال عبد الرحمن محيى الدين المدرس بالجامعة الإسلامية: «عبيد الجابري من زملائنا نعرفه، طالب علم ما شاء الله من علماء الأمة».
3. ذكره زيد بن محمد المدخلي في جملة من العلماء ثم قال: «فهؤلاء أهل السنة وأهل الدعوة إلى السنة».

## الطاعنون فيه
طعن فيه من دعاة السلفية يحيى بن علي الحجوري وبعض طلبته، وأخذوا عليه مسائل انتقدوها.

## وصلات خارجية
- الموقع الرسمي.